# 이반 투르게네프
이반 세르게예비치 투르게네프(러시아어: Ива́н Серге́евич Турге́нев, 문자 개혁 이전: Иванъ Сергѣевичъ Тургеневъ, 1818년 11월 9일(율리우스력: 10월 28일) ~ 1883년 9월 3일)는 러시아의 소설가이다.
그는 러시아 고전 작가들 가운데 가장 서구적인 작가로 알려져 있으며 그의 작품들은 1840-1870년대의 모든 사회 문제를 주제로 삼고 있다. 특히, 서정미에 넘친 아름답고 맑은 문체, 아름다운 자연 묘사, 정확한 작품 구성, 줄거리와 인물 배치상의 균형, 높은 양식과 교양은 널리 알려져 있다.
인생의 많은 세월을 서유럽에서 보냈고 서구인들과의 교류도 활발했으며, 사상적 기반도 서구주의적 입장이었기 때문이다. 따라서 그의 작품에는 러시아의 대자연과 시골 풍경이 섬세하고 수려한 필치로 묘사되고 있으며, 동시에 서구의 자유주의 사상과 휴머니즘이 조화롭게 반영되어 있다.
그는 1852년에 25편의 중단편 모음집으로 출간된 《사냥꾼의 수기》로 주목받는 작가의 반열에 올랐다. 그 후 당시의 시대상과 인간상을 섬세한 서정적 필치로 심층 묘사하여 그에게 ‘러시아 인텔리겐차의 연대기 작가’라는 별칭을 얻게 해준 장편소설들 《루딘》(1856년), 《귀족의 둥지》(1859년), 《아버지와 아들》(1862년), 《연기》(1869년), 《처녀지》(1877년) 등이 출판되었다.

## 일생
그는 러시아 중부 오룔 시의 부유한 귀족 가문에서 1818년 10월 28일에 방탕과 도박으로 타락한 아버지와 수많은 농노를 거느린 전제 군주적 성격의 어머니 사이에서 태어났다. 아버지가 육군 대령으로 퇴직하고 스파스코예 마을로 이주함에 따라서 투르게네프는 유년 시절의 대부분을 이 시골 마을에서 보냈다.
이후 그는 모스크바 대학교 문학부를 거쳐 1836년 페테르부르크 대학교 문학부 철학과를 졸업하였다. 1838년 베를린 대학에 유학하여 스탄케비치·바쿠닌 등 진보적 러시아 지식인과 사귀며, 헤겔 철학·역사·고전어를 연구하였다. 1841년 서유럽 자유 사상의 동경자가 되어 귀국하였다. 그 후 '서구파'에 출입하며 문학 활동을 시작하고, 벨린스키·게르첸 등을 사귀었다.
1843년 내무성에 근무하면서 처녀작인 서사시 〈파라샤〉를 발표하였다. 계속하여 희곡과 중편 소설을 썼으며, 1847년 잡지 《동시대인》에 단편 스케치 〈호리와 카리누치〉를 발표하여 독자적인 지위를 획득하였다. 1852년 당시의 가장 큰 사회 문제인 농노 제도를 공격한 소설 《사냥꾼의 일기》를 발표하여 정부로부터 비난을 받았다. 사냥꾼의 일기에서는 농노제를 지적한 소설 '비류크'도 담겨 있다. 그 후 고골에 대한 추도문이 말썽을 일으켜 당국으로부터 추방 명령을 받고 감금당하였으나, 그것으로 인하여 그의 위치는 더욱 굳어지게 되었다. 그는 계속하여 《루딘》, 《귀족의 집》, 《전날 밤》, 《첫사랑》을 발표하여 환영을 받았으나, 1862년 발표한 《아버지와 아들》은 구·신세대 모두에게 비난을 받았다. 그 후 장편 소설 《연기》와 1876년 대표작 《처녀지》를 발표하였으며, 《사랑의 개가》, 《산문시》, 《죽음 뒤에 오는 것》 등을 계속 발표하여, 러시아뿐만 아니라 서유럽까지 열렬한 반향을 일으켰다.
그는 러시아 당국의 탄압과 압박으로 인해 생애의 대부분을 외국에서 보냈는데, 프랑스에 있을 때에는 플로베르·졸라·모파상 등 프랑스 작가들과 친교를 맺었다.
만년에는 명상적인 사색을 계속하다가, 1883년 9월 3일 프랑스 파리 교외의 부지발에서 일생을 마쳤으며, 이후 그의 유해는 러시아로 옮겨져 그 해 9월 27일에 페테르부르크에 안장되었다.

## 대표작품

### 장편 소설
- 아버지와 아들 (소설)

### 단편 소설
- 스포츠맨의 스케치
- 첫사랑
- 무무
- 잉여인간의 일기

## 같이 보기
- 앙리 트루아야